# William L. Slayton House
La William L. Slayton House est une maison située dans le quartier de Cleveland Park à Washington, aux États-Unis.
Conçue par l'architecte américain Ieoh Ming Pei dans le style international en 1960, elle est inscrite au Registre national des lieux historiques (NRHP) depuis 2008.